# 张蕾 (击剑运动员)
张蕾（1979年3月23日—），江苏南京人，中国女子击剑运动员。她参加了2000年和2008年夏季奥运会击剑比赛，还曾获得2002年亚洲运动会女子花剑个人金牌。